# Dolmen de San Martín
El dolmen de San Martín es un dolmen ubicado al lado de la carretera N-232a, en el punto kilométrico 63, que une la localidad de Laguardia con Leza, en la comarca alavesa de la Rioja Alavesa en el País Vasco (España). Está considerado como una de las construcciones con más antigüedad halladas en el mundo. 

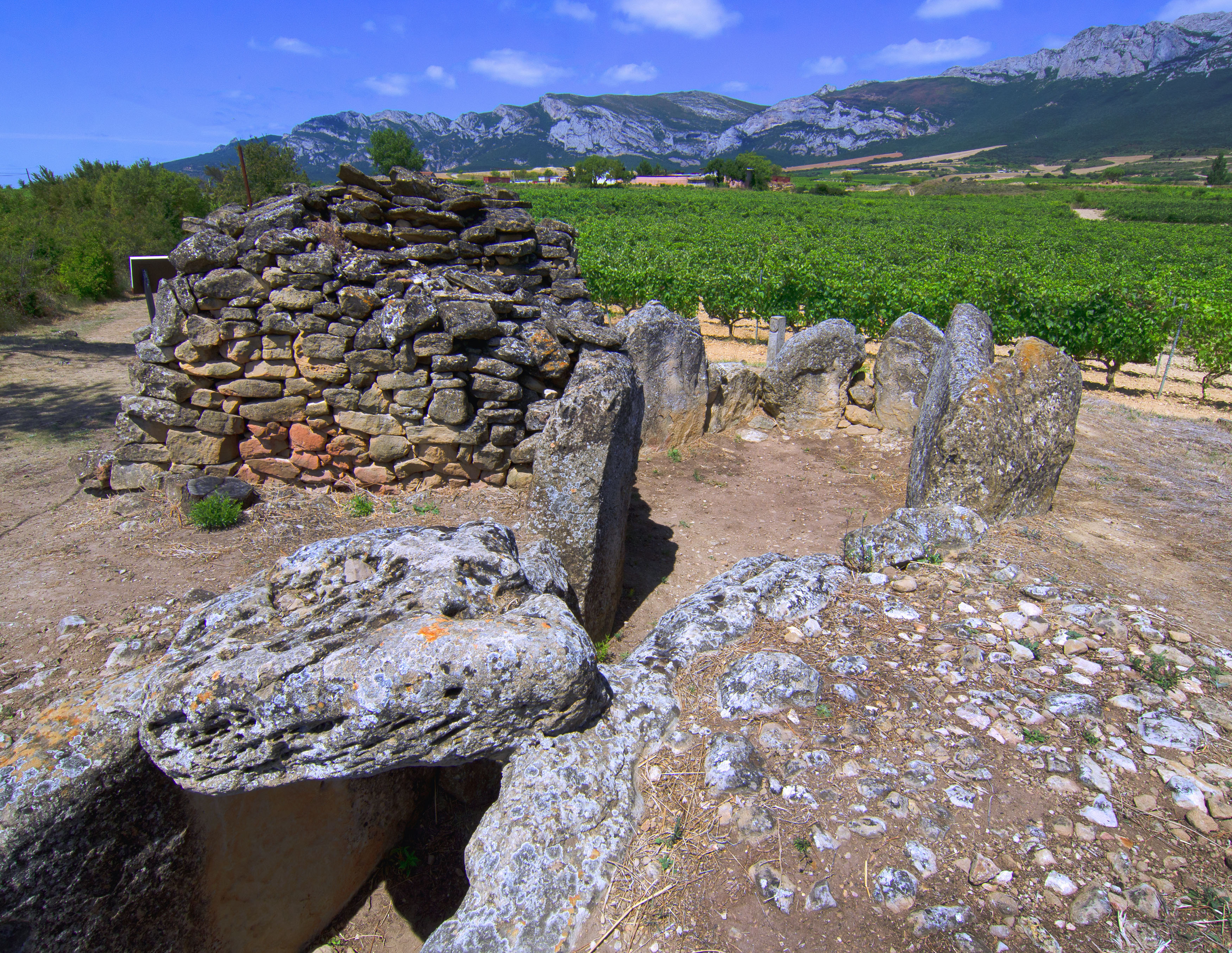
Dolmen de San Martín.

Es un dolmen de corredor cubierto con losas planas y cámara funeraria. Todo ello rodeado por un túmulo circular de tierra y piedras que ha sido dañado por las explotación agrícola. Una característica especial de este dolmen es el doble uso que se ha dado en dos épocas diferentes. El monumento se levantó a finales del Neolítico sobre una pequeña colina que poseía un carácter sagrado para la comunidad. Sufrió la caída de  dos de las losas que conformaban la cámara funeraria sobre finales del Neolítico principios del Calcolítico y siguió siendo utilizado hasta finales del Calcolítico o comienzos de la Edad del Bronce. Sobre el dolmen, apoyado en las losas de la cámara dolménica, se ha construido un chozo o guardaviñas, que aprovecha piedras del propio túmulo.
Fue declarado bienes cultural en la categoría de monumento y obtuvo el grado de protección de calificado por el Decreto 183/2011, del 26 de julio de 2011 junto a los otros dólmenes que conforman el  "Conjunto de monumentos" de los dólmenes de las tierras bajas del Territorio Histórico de Álava.

## Características
La cámara funeraria es de planta poligonal formada por 10 grandes losas  de arenisca. Tienen unas dimensiones de  5,75 metros por  3,10 metros y una altura máxima de 1,90 metros. El corredor tiene una longitud de casi 5 metros y una anchura de 1,20 metros con  una altura de 1,30 metros. Estaba cubierto con losas y mantiene una de ellas. En una de las cinco grandes losas que lo forman hay una serie de  agujeros o cazoletas propias del arte megalitismo. El túmulo, de piedra y tierra, tiene unas dimensiones de  26  por 14 metros y una altura de 2,15 metros, su parte norte ha desaparecido al haber sido dañada por las labores agrícolas propias del campo donde se halla. Se estima que el túmulo tuvo una cubierta de piedra caliza blanca procedente de la cercana sierra de Cantabria, la hipótesis está basada en que todavía quedan piedras de ese tipo en el túmulo y en el chozo salvaviñas que se ha construido sobre el dolmen apoyado sobre los ortostatos del noroeste de la cámara.

## Descripción y estudio
Fue localizado  por José Miguel de Barandiaran y Domingo Fernández Medrano en abril de 1956 y excavado por ellos junto con Juan María Apellániz entre julio y agosto de 1964, en ella se detectaron varias capas de estratificación que dieron pie a una  gran resonancia dentro del ámbito arqueológico español. Se hallaron en la cámara dos losas caídas que proporcionaron dos niveles de ocupación diferenciados, uno de ellos de época neolítica y el otro de época calcolítica. 
En el primer nivel, formado por 190 cm de tierra bajo los ortostatos caídos, se hallaron restos de 21 individuos con sus ajuares compuestos por piezas típicamente neolíticas. Se hallaron, dos cuchillos, dos láminas, treinta y dos lascas, dieciséis triángulos, dieciséis trapecios, dos raspadores, cinco denticulados, un perforador, una raedera, un cristal de roca de grandes proporciones tallado en forma de raspador de pezuña o pata de cabra, cinco hachas y cinceles pulimentados y dos fragmentos de hacha de ofita, una cuenta de calaíta, un cristal de roca, trozos de cerámicas lisas, un trozo de cerámica decorado con bandas y seis fragmentos de huesos decorados que se corresponden a cuatro ídolos espátula.
En el segundo nivel solo se exhumaron resto de un individuo y se recogieron  tres láminas simples, dos laminitas y dos puntas con retoques marginales, tres puntas de flecha con pedúnculo y aletas y el pedúnculo de otra, tres triángulos, dos raspadores, cuatro denticulados, una esfera y treinta y cuatro lascas, todo ello hecho en sílex junto a un hacha pulimentada, una barra de ocre, un cubo de pirita, una cuenta de calaíta, un fragmento de anillo de piedra blanca, 14 botones de hueso con perforaciones en "V" y de forma hemisférica, una chapa y un puñal hechos de bronce y siete restos de cerámica campaniforme del tipo ciempozuelos uno con incisos y los otros lisos.
Bajo una de las losas caídas en la cámara dolménica se hallaron tres estela funerarias hechas en arenisca que debieron estar enfiladas con orientación de sur a norte y situadas de forma contigua dando pie a la hipótesis que estas tres estela presidían el lugar donde se depositaban los individuos inhumados en la primera etapa de uso del dolmen. Las estelas median unos 60 centímetros de anchura por 65 de altura y 15 de espesor.
La datación  por carbono 14 de los restos de huesos humanos y de los objetos del ajuar hechos de  hueso dieron como resultado dos periodos diferenciados, los restos humanos se sitúan dentro del Neolítico final, hace unos  4900 años, los pertenecientes a los ídolos-espátula (algunos de ellos no pudieron ser datados por no tener colágeno para realizar la prueba del carbono 14) dieron como resultado, para una de las piezas,  una antigüedad de 5920+ 40BP años situándola en el un periodo antiguo del Neolítico y para la  otra pieza, una antigüedad de 5380+40BP años situándola en el un periodo medio del Neolítico. Otra pieza analizada fue el punzón que dio un antigüedad de 4650+30BP años situándolo en la etapa calcolítica.  Las dataciones de los objetos situados en el Neolítico antiguo y medio  abren una incógnita sobre su utilización, por un lado se expone la hipótesis de en cuidado de las piezas en el entorno de la comunidad por más de 1000 años y su depósito como ofrenda en alguno de los enterramientos  o la posibilidad que la pieza se hubiera hecho con huesos viejo con 1000 años de antigüedad, la hipótesis considerada más factible es que pertenezcan a inhumaciones realizas en ese momento y que la instalación siguiera siendo utilizada posteriormente, dando al lugar un carácter especial, sagrado, para la comunidad a lo largo del tiempo. 
Tras la excavación y estudio se realizó una intervención de restauración del monumento que consistió en reposición en su lugar de las losas caídas y la colocación de morteros entre los ortostatos. También se sujetó el único dintel que mantenía su ubicación original  en el corredor.